# Луї Гоміліус
Луї Гоміліус (1845-1908) — німецький органіст, диригент та композитор, музичний педагог.

## Біографія
Луї Гоміліус народився 25 травня 1845 в Санкт-Петербурзі, в родині валторніста, музичного педагога і композитора Фрідріха Гоміліуса, німця за походженням. Останній і дав хлопчику перші уроки музики.
Початкову освіту Гоміліус-молодший здобув у реформатському училищі, а потім навчався у Санкт-Петербурзькій консерваторії під керівництвом Антона Рубінштейна та Карла Давидова. Грі на органі навчався у Генріха Штіля.
З 1870 Гоміліус був органістом при лютеранській церкві Святих Петра і Павла в Санкт-Петербурзі. Диригуючи з 1871 в Петропавлівському хоровому товаристві, Луї Гоміліус давав щорічні концерти, на яких виконувалися найкращі духовні твори як середньовічних, так і композиторів-сучасників.
Обіймав посаду професора в Петербурзькій консерваторії, де викладав гру на органі, змінивши на цій посаді свого вчителя Г.А. Штиля. Серед його численних учнів були, зокрема, Артур Капп, Рудольф Тобіас, Мійна Хярма та Пеетер Зюда.
Він написав кілька хорових композицій, романсів і невеликих п'єс для фортепіано.
Луї Гоміліус помер 27 грудня 1908 у рідному місті.
Його брат Костянтин (1840—1918) також був органістом при реформаторській церкві Петербурга.